# Parafia św. Franciszka z Asyżu w Lwówku Śląskim
Parafia św. Franciszka z Asyżu w Lwówku Śląskim – parafia rzymskokatolicka w dekanacie lwóweckim w diecezji legnickiej.
Jej proboszczem jest o. Piotr Paradowski OFMConv. Obsługiwana przez Ojców Franciszkanów Konwentualnych. Erygowana w 2000 roku.